# فوزي صادق
فوزي صادق عبد المحسن السليمان (12 مايو 1971) روائي وكاتب قصة قصيرة وصحفي سعودي. ولد في الهفوف بالأحساء ونشأ بها وفي المنامة. أكمل دراسته في الأحساء. ثم التحق بالكلية الصناعية في الجبيل وتخرج في 2000. ويعمل في شركة سابك وهو مدرب تنمية بشرية دولي ومحاضر متطوع بالجامعات والأكاديميات والمؤسسات التعليمية السعودية. بدأ مهنته الأدبية منذ 1993 وقد نشر روايات عديدة منذ 2009 ومجموعات قصصية ومؤلفات أخرى.

## ولادته ودراسته
ولد فوزي صادق عبد المحسن السليمان في مدينة الهفوف بالأحساء يوم 17 ربيع الأول 1391 / 12 مايو 1971 ونشأ بها وفي المنامة في أسرة عربية مسلمة اثناعشرية. درس الابتدائية حتى الثانوية فيها وبالبحرين.التحق بكلية التربية بالإحساء ولم أكمل دراسته، ثم تابع في جامعة الملك سعود. التحق بالشركة سابك وأكمل دراسته العالية بكلية الجبيل الصناعية وتخرج عام 2000 بتخصص علوم إدارية واجتماعية.  أكمل عدة دورات للتطوير الذاتي والنفسي بداخل وخارج المملكة منذ عام 1990 حتى 2005، ثم تدرب الهاثا يوغا. 
يعمل في شركة سابك وهو معلم ومدرب تنمية بشرية دولي ومحاضر متطوع بالجامعات والأكاديميات والمؤسسات التعليمية السعودية.

## مهنته الأدبية
بدأ الكتابة منذ 1993 بمجموعة رسائل من كشكول الحياة في 7 أجزاء ومائتين وخمسين رسالة ونشره في عام 2009.

في الصحافة، يكتب أسبوعيًا وينشر في المجلات والصحف السعودية والعربية، منها جريدة الشرق القطرية و أضواء الوطن منذ إنطلاقتها والخليج الإلكترونية. عقد ورش ثقافية بمعارض الكتاب الدولية، وله مشاركات وبحوث اجتماعية، ومحاضرات تربوية وسلوكية للمجتمع. هو عضو بنادي المنطقة الشرقية الأدبي بالدمام.

تأثر بفكر وأسلوب مصطفى محمود. 

## حياته الشخصية
هو متزوج وله أربعة أولاد ويسكن بمدينة الدمام.  رشح نفسه «من باب التجربة» في انتخابات المجلس البلدي بالدمام سنة 2005. هو أحد الموقعين على الإعلان الوطني للإصلاح في فبراير 2011. 

توفي والده صادق عبد المحسن السليمان آل غلام في 24 مارس 2016/ 2 جمادى الأولى 1433. 

## مؤلفاته
من رواياته:
- أميرة إبليس؛ مراهقة من الدمام، 2009 (ردمك 9786030230211)
- 2012، 2010
- سري للغاية، 2011 (ردمك 9789960586014)
- عش العفاريت، 2012 (ردمك 9786038280799)
- حريمستان؛ عندما تحكمهم المرأة، 2014 (ردمك 9786038226858)
- الملك عاويل؛ مذكرات ابن ملك الجن يرويها ساحر تائب، 2015 (ردمك 9786030177776)
- خطيب ابنتي قطيفي، 2017 (ردمك 9786038203675)
- تابوتيا، 2019
- الليدي تالين، 2020 (ردمك 9786038203675)

```
من مجموعاته القصصية:
```

- كوب شاي، 2013
- صرخة الصمت، 2014

من كتبه في أنواع الأخرى:
- رسائل من كشكول الحياة، 2009
- شبابيك، مجموعة مقالات، 2013
- محراب زوجتي، كتاب سيناريو، 2014
- حمار خلف الجدار، 2014: من الأعمال الساخرة التي تسرد مكانة الحمار تاريخيًا عند مختلف الشعوب، وكيفية استخدامه في عقاب المخطئين. [10]